# Badminton-Asienmeisterschaft 1996
Die Badminton-Asienmeisterschaft 1996 fand vom 17. bis 21. April 1996 im GOR Pancasila in Surabaya, Indonesien, statt. 

## Medaillengewinner
| Disziplin    | Gold                       | Silber                         | Bronze                             |
| ------------ | -------------------------- | ------------------------------ | ---------------------------------- |
| Herreneinzel | Jeffer Rosobin             | Luo Yigang                     | A. K. Johannes                     |
| Herreneinzel | Jeffer Rosobin             | Luo Yigang                     | Dwi Aryanto                        |
| Dameneinzel  | Gong Zhichao               | Lee Joo Hyun                   | Ika Heny                           |
| Dameneinzel  | Gong Zhichao               | Lee Joo Hyun                   | Pornsawan Plungwech                |
| Herrendoppel | Ade Sutrisna Candra Wijaya | Ha Tae-kwon Kang Kyung-jin     | Cun Cun Haryono Ade Lukas          |
| Herrendoppel | Ade Sutrisna Candra Wijaya | Ha Tae-kwon Kang Kyung-jin     | Sigit Budiarto Dicky Purwotjugiono |
| Damendoppel  | Eliza Nathanael Finarsih   | Indarti Issolina Deyana Lomban | Chung Jae-hee Park Soo-yun         |
| Damendoppel  | Eliza Nathanael Finarsih   | Indarti Issolina Deyana Lomban | Hisako Mizui Yasuko Mizui          |
| Mixed        | Tri Kusharyanto Lili Tampi | Kang Kyung-jin Kim Mee-hyang   | Flandy Limpele Rosalina Riseu      |
| Mixed        | Tri Kusharyanto Lili Tampi | Kang Kyung-jin Kim Mee-hyang   | Ha Tae-kwon Kim Shin-young         |

## Endrundenresultate

### Halbfinale
| Disziplin    | Sieger                         | Finalist                           | Ergebnis          |
| ------------ | ------------------------------ | ---------------------------------- | ----------------- |
| Herreneinzel | Jeffer Rosobin                 | A. K. Johannes                     | 15–4, 10–15, 15–9 |
| Herreneinzel | Luo Yigang                     | Dwi Aryanto                        | 15–10, 15–12      |
| Dameneinzel  | Lee Joo Hyun                   | Ika Heny                           | 11–3, 11–5        |
| Dameneinzel  | Gong Zhichao                   | Pornsawan Plungwech                | 4–11, 11–7, 11–5  |
| Herrendoppel | Ade Sutrisna Candra Wijaya     | Ade Lukas Cun Cun Harjono          | 15–13, 15–3       |
| Herrendoppel | Ha Tae-kwon Kang Kyung-jin     | Dicky Purwotjugiono Sigit Budiarto | 15–5, 15–9        |
| Damendoppel  | Deyana Lomban Indarti Issolina | Hisako Mizui Yasuko Mizui          | 15–9, 15–9        |
| Damendoppel  | Eliza Nathanael Finarsih       | Chung Jae-hee Park Soo-yun         | 15–10, 15–3       |
| Mixed        | Kang Kyung-jin Kim Mee-hyang   | Flandy Limpele Rosalina Riseu      | 2–15, 15–7, 15–10 |
| Mixed        | Tri Kusharyanto Lili Tampi     | Ha Tae-kwon Kim Shin-young         | 15–10, 15–4       |

### Finale
| Disziplin    | Sieger                     | Finalist                       | Ergebnis           |
| ------------ | -------------------------- | ------------------------------ | ------------------ |
| Herreneinzel | Jeffer Rosobin             | Luo Yigang                     | 9-15, 15-7, 15-5   |
| Dameneinzel  | Gong Zhichao               | Lee Joo Hyun                   | 11-7, 11-1         |
| Herrendoppel | Ade Sutrisna Candra Wijaya | Ha Tae-kwon Kang Kyung-jin     | 15-8, 15-17, 15-11 |
| Damendoppel  | Eliza Nathanael Finarsih   | Indarti Issolina Deyana Lomban | 15-8. 15-6         |
| Mixed        | Tri Kusharyanto Lili Tampi | Kang Kyung-jin Kim Mee-hyang   | 15-1, 15-6         |

## Herreneinzel
- Pullela Gopichand –  Tadashi Ohtsuka: 18-13 / 15-7
- Thushara Edirisinghe –  Hussain Riyaz: 15-3 / 15-1
- Kim Hyung-joon –  Ba Bahal Han: 15-11 / 18-15
- Nguyễn Phú Cường –  Lin Wei-hsiang: 15-13 / 15-0
- Maxim Kruglik –  Hassan Riyaz: 15-2 / 15-0
- Yudi Suprayogi –  Liu Kwok Wa: 4-15 / 15-1 / 15-5
- Lee Jae-chul –  Morteza Khedmaty: 15-3 / 15-6
- Rashad Khankan –  Afshin Bozorgzadeh: 7-15 / 15-3 / 15-13
- Rudy Ignatius –  Nishantha Jayasinghe: 15-0 / 15-4
- Seiichi Watanabe –  Ng Wei: 15-9 / 15-5
- Natapol Sarawan –  Ahmed Sunan: 15-2 / 15-6
- Ghim Siong Lim –  Thanuja Liyanage: 15-8 / 15-2
- Naing Oo Lin –  Le The Hung Pham: 8-15 / 15-5 / 15-12
- Yanal Abdullah –  Mohamad Reza Motei: 18-16 / 18-16
- Setiadi Hartono –  N. Palinda Halangoda: 15-2 / 15-4
- Chien Yu-hsiu - -: w.o.
- Budi Santoso - -: w.o.
- Tsai Jai-lin - -: w.o.
- Pullela Gopichand –  Nguyễn Anh Hoàng: 15-2 / 15-11
- Tan Sian Peng -  Waseem Shamma: 15-7 / 15-2
- Hery Gunawan –  Thushara Edirisinghe: 15-4 / 15-4
- Chen Gang –  Ali Cheraginik: 15-3 / 15-3
- Agus Hariyanto –  Kim Hyung-joon: 15-9 / 15-6
- Yong Hock Kin –  Ian Gil Piencenaves: 15-6 / 15-6
- Jeffer Rosobin –  Chien Yu-hsiu: 15-6 / 15-4
- A. K. Johannes –  Htein Win: 15-1 / 15-2
- Nguyễn Phú Cường -  Talal Derki: 15-1 / 15-2
- Fumihiko Machida –  Subash R. Janaka De Silva: 15-1 / 15-11
- Indra Wijaya –  Kimihiko Obuki: 15-0 / 15-3
- Manjula Sampath Fernando –  Maxim Kruglik: 18-13 / 15-5
- Roslin Hashim –  Ni Htay Zar: 15-8 / 15-3
- Yudi Suprayogi –  Lee Jae-chul: 15-8 / 15-12
- Rudy Ignatius -  Rashad Khankan: 15-1 / 15-2
- Lo Ah Heng –  Hồ Văn Lợi: 15-10 / 9-15 / 15-13
- Luo Yigang –  George Rimarcdi: 15-12 / 15-5
- Win Zaw –  Natapol Sarawan: 14-17 / 15-8 / 15-13
- Tsai Jai-lin –  Anton Tiajkoun: 15-4 / 15-9
- Ghim Siong Lim –  Naing Oo Lin: 15-11 / 15-7
- Dwi Aryanto –  Wu Fang-chi: 15-4 / 15-3
- Hiroyuki Yamaguchi -  Yanal Abdullah: 15-4 / 15-4
- Ma Chi Wai –  Abdullah Ali: 15-5 / 15-2
- Setiadi Hartono –  Melvin Llanes: 15-3 / 15-6
- Hendrawan –  Xiao Hui: 14-17 / 15-1 / 15-3
- Rio Suryana –  Aleem Syed Asadullah: w.o.
- Budi Santoso –  Islam Amir: w.o.
- Seiichi Watanabe –  Samir Bahadur Singh: w.o.
- Marleve Mainaky –  Duminda Jayakody: w.o.
- Ahn Jae-chang –  Sudip Yonzon: w.o.
- Ismail Saman –  Hussain Rasheed: w.o.
- Keita Masuda - -: w.o.
- Rio Suryana –  Pullela Gopichand: 15-8 / 15-9
- Hery Gunawan –  Tan Sian Peng: 15-8 / 15-7
- Chen Gang –  Agus Hariyanto: 18-16 / 15-6
- Jeffer Rosobin –  Yong Hock Kin: 15-3 / 15-2
- A. K. Johannes –  Nguyễn Phú Cường: 15-3 / 15-6
- Budi Santoso –  Fumihiko Machida: 15-9 / 15-8
- Indra Wijaya –  Manjula Sampath Fernando: 15-4 / 15-5
- Yudi Suprayogi –  Roslin Hashim: 18-14 / 15-9
- Lo Ah Heng –  Rudy Ignatius: 15-9 / 15-7
- Luo Yigang –  Seiichi Watanabe: 15-9 / 15-3
- Marleve Mainaky –  Win Zaw: 15-0 / 15-3
- Ahn Jae-chang –  Tsai Jai-lin: 15-6 / 15-2
- Dwi Aryanto –  Ghim Siong Lim: 15-0 / 15-2
- Hiroyuki Yamaguchi –  Ma Chi Wai: 15-10 / 15-7
- Setiadi Hartono –  Ismail Saman: 15-3 / 15-3
- Hendrawan –  Keita Masuda: 15-3 / 15-5
- Rio Suryana –  Hery Gunawan: 15-9 / 15-11
- Jeffer Rosobin –  Chen Gang: 15-12 / 15-2
- A. K. Johannes –  Budi Santoso: 15-6 / 15-13
- Indra Wijaya –  Yudi Suprayogi: 15-10 / 15-11
- Luo Yigang –  Lo Ah Heng: 15-3 / 15-7
- Ahn Jae-chang –  Marleve Mainaky: 15-5 / 5-15 / 15-7
- Dwi Aryanto –  Hiroyuki Yamaguchi: 15-1 / 15-2
- Hendrawan –  Setiadi Hartono: 15-4 / 13-15 / 15-10
- Jeffer Rosobin –  Rio Suryana: 15-6 / 15-6
- A. K. Johannes –  Indra Wijaya: 15-11 / 15-8
- Luo Yigang –  Ahn Jae-chang: 15-9 / 15-7
- Dwi Aryanto –  Hendrawan: 15-7 / 0-15 / 18-15
- Jeffer Rosobin –  A. K. Johannes: 15-4 / 10-15 / 15-9
- Luo Yigang –  Dwi Aryanto: 15-12 / 15-10
- Jeffer Rosobin –  Luo Yigang: 9-15 / 15-7 / 15-5

## Dameneinzel
- Olesia Sholar –  Chandrika de Silva: 12-11 / 11-8
- Olivia –  Kaushalya Dissanayake: 11-3 / 11-6
- Naoko Miyake - -: w.o.
- P. V. V. Lakshmi - -: w.o.
- Lee Joo Hyun –  Yeni Diah: 11-4 / 11-4
- Naoko Miyake –  Inoka Rohini de Silva: 11-2 / 11-1
- Yasuko Mizui –  Ng Ching: 11-2 / 11-10
- Ika Heny –  Kennie Asuncion: 11-3 / 11-2
- Zarinah Abdullah –  Thitikan Duangsiri: 11-4 / 11-0
- Yuli Marfuah –  Olesia Sholar: 11-4 / 11-8
- Lenny Permana –  P. V. V. Lakshmi: 11-1 / 7-11 / 11-2
- Kaori Mori –  Fatimah Kumin Lim: 12-10 / 12-9
- Pornsawan Plungwech –  Satomi Igawa: 1-1 / 11-1
- Gong Zhichao –  Amparo Lim: 11-1 / 11-1
- Lee Deuk-soon –  Saule Kustavletova: 11-5 / 7-11 / 11-6
- Hisako Mizui –  Ellen Angelina: 15-8 / 15-9
- Yao Jie –  Manjusha Kanwar: w.o.
- Kristin Yunita –  Wei Wun Tan: w.o.
- Ita Ardwiantini –  Dilhani de Silva: w.o.
- Olivia –  Rajani Joshi Shrestha: w.o.
- Lee Joo Hyun –  Yao Jie: 11-9 / 11-6
- Kristin Yunita –  Naoko Miyake: 11-9 / 11-5
- Ika Heny –  Yasuko Mizui: 12-9 / 2-11 / 11-8
- Zarinah Abdullah –  Yuli Marfuah: 11-3 / 11-5
- Lenny Permana –  Kaori Mori: 11-5 / 11-3
- Pornsawan Plungwech –  Ita Ardwiantini: 11-6 / 11-5
- Gong Zhichao –  Olivia: 11-1 / 11-4
- Hisako Mizui –  Lee Deuk-soon: 11-5 / 11-2
- Lee Joo Hyun –  Kristin Yunita: 11-5 / 12-10
- Ika Heny –  Zarinah Abdullah: 11-7 / 11-5
- Pornsawan Plungwech –  Lenny Permana: 11-2 / 11-1
- Gong Zhichao –  Hisako Mizui: 11-6 / 11-7
- Lee Joo Hyun –  Ika Heny: 11-3 / 11-5
- Gong Zhichao –  Pornsawan Plungwech: 4-11 / 11-7 / 11-5
- Gong Zhichao –  Lee Joo Hyun: 11-7 / 11-1

## Herrendoppel
- Kim Hyung-joon /  Lee Dong-soo –  Keita Masuda /  Tadashi Ohtsuka: 15-7 / 15-3
- Melvin Llanes /  Ian Gil Piencenaves –  N. Palinda Halangoda /  Subash R. Janaka De Silva: 15-9 / 16-17 / 15-6
- Seng Kok Kiong /  Victo Wibowo –  Juang Jinn-der /  Lian Wei-yuh: 15-6 / 15-2
- Eng Hian /  Hermono Yuwono –  Kimihiko Obuki /  Hiroyuki Yamaguchi: 15-2 / 15-5
- Kian Eng Khoo /  Kok Keong Desmond Tan –  Nguyễn Phú Cường /  Le The Hung Pham: 15-7 / 15-8
- Cun Cun Haryono /  Ade Lukas –  Hassan Riyaz /  Hussain Riyaz: 15-1 / 15-1
- Ma Chi Wai /  Ng Wei –  Afshin Bozorgzadeh /  Mohamad Reza Motei: 17-16 / 15-12
- Saputra Hadi /  Endra Mulyana Mulyajaya –  Chien Yu-hsun /  Huang Shih-chung: 9-15 / 15-8 / 15-12
- Fumihiko Machida /  Seiichi Watanabe –  Lee Sung-yuan /  Lin Wei-hsiang: 15-10 / 15-11
- Aras Razak /  Hadi Sugianto –  Tesana Panvisavas /  Anurak Thiraratsakul: 15-3 / 15-5
- Chow Kin Man /  Liu Kwok Wa -  Yanal Abdullah /  Talal Derki: 15-3 / 15-3
- Lioe Tiong Ping /  Aman Santosa –  Thushara Edirisinghe /  Fermande: 15-2 / 15-1
- Ali Cheraginik /  Morteza Khedmaty –  Sune Vedel Kok /  Jonas Lissau-Jensen: w.o.
- Liu Jianjun /  Liu Yong –  Sune Vedel Kok /  Jonas Lissau-Jensen: w.o.
- Davis Efraim /  Halim Haryanto –  Sune Vedel Kok /  Jonas Lissau-Jensen: w.o.
- Ade Sutrisna /  Candra Wijaya –  Maxim Kruglik /  Anton Tiajkoun: 15-3 / 15-0
- Kim Hyung-joon /  Lee Dong-soo -  Rashad Khankan /  Waseem Shamma: 15-1 / 15-2
- Seng Kok Kiong /  Victo Wibowo –  Melvin Llanes /  Ian Gil Piencenaves: 15-12 / 15-6
- Chan Siu Kwong /  He Tim –  Tsai Jai-lin /  Wu Fang-chi: 15-1 / 15-3
- Eng Hian /  Hermono Yuwono –  Kian Eng Khoo /  Kok Keong Desmond Tan: 15-2 / 15-4
- Chew Choon Eng /  Rosman Razak –  Naing Oo Lin /  Ni Htay Zar: 15-2 / 15-6
- Cun Cun Haryono /  Ade Lukas –  Ali Cheraginik /  Morteza Khedmaty: 15-1 / 15-1
- Liu Jianjun /  Liu Yong –  Davis Efraim /  Halim Haryanto: 15-8 / 15-5
- Yap Yee Guan /  Yap Yee Hup –  Abdullah Ali /  Ahmed Sunan: 15-2 / 15-2
- Saputra Hadi /  Endra Mulyana Mulyajaya –  Ma Chi Wai /  Ng Wei: 15-2 / 15-3
- Sigit Budiarto /  Dicky Purwotjugiono –  Nishantha Jayasinghe /  Thanuja Liyanage: 15-3 / 15-8
- Aras Razak /  Hadi Sugianto –  Fumihiko Machida /  Seiichi Watanabe: 15-4 / 15-11
- Patrick Lau Kim Pong /  Tan Sian Peng –  Htein Win /  Win Zaw: 15-4 / 15-13
- Lioe Tiong Ping /  Aman Santosa –  Chow Kin Man /  Liu Kwok Wa: 15-2 / 15-1
- Ha Tae-kwon /  Kang Kyung-jin –  Hồ Văn Lợi /  Nguyễn Anh Hoàng: 15-3 / 15-2
- Jaseel P. Ismail /  Vijaydeep Singh –  Mirza Ali Yar Beg /  Islam Amir: w.o.
- Ade Sutrisna /  Candra Wijaya –  Kim Hyung-joon /  Lee Dong-soo: 15-3 / 15-7
- Seng Kok Kiong /  Victo Wibowo –  Jaseel P. Ismail /  Vijaydeep Singh: 17-15 / 15-4
- Eng Hian /  Hermono Yuwono –  Chan Siu Kwong /  He Tim: 15-7 / 15-2
- Cun Cun Haryono /  Ade Lukas –  Chew Choon Eng /  Rosman Razak: 7-15 / 15-5 / 18-14
- Liu Jianjun /  Liu Yong –  Yap Yee Guan /  Yap Yee Hup: 15-3 / 15-6
- Sigit Budiarto /  Dicky Purwotjugiono –  Saputra Hadi /  Endra Mulyana Mulyajaya: 15-3 / 15-10
- Aras Razak /  Hadi Sugianto –  Patrick Lau Kim Pong /  Tan Sian Peng: 15-3 / 15-4
- Ha Tae-kwon /  Kang Kyung-jin –  Lioe Tiong Ping /  Aman Santosa: 15-10 / 15-4
- Ade Sutrisna /  Candra Wijaya –  Seng Kok Kiong /  Victo Wibowo: 15-9 / 15-8
- Cun Cun Haryono /  Ade Lukas –  Eng Hian /  Hermono Yuwono: 15-5 / 15-10 / 15-7
- Sigit Budiarto /  Dicky Purwotjugiono –  Liu Jianjun /  Liu Yong: 15-12 / 15-8
- Ha Tae-kwon /  Kang Kyung-jin –  Aras Razak /  Hadi Sugianto: 15-10 / 15-9
- Ade Sutrisna /  Candra Wijaya –  Cun Cun Haryono /  Ade Lukas: 15-13 / 15-3
- Ha Tae-kwon /  Kang Kyung-jin –  Sigit Budiarto /  Dicky Purwotjugiono: 15-5 / 15-9
- Ade Sutrisna /  Candra Wijaya –  Ha Tae-kwon /  Kang Kyung-jin: 15-8 / 15-17 / 15-11

## Damendoppel
- Angeline de Pauw /  S. Herawati –  Satomi Igawa /  Kaori Mori: 15-8 / 15-9
- Rosalia Anastasia /  Nonong Denis Zanati –  Chan Oi Ni /  Naoko Miyake: 15-6 / 15-2
- Carmelita /  Eti Tantra –  Ng Ching /  Tung Chau Man: 15-9 / 15-4
- Qian Hong /  Wang Li –  Thitikan Duangsiri /  Pornsawan Plungwech: 15-6 / 15-11
- Upi Chrisnawati /  Cynthia Tuwankotta - -: w.o.
- Kim Mee-hyang /  Kim Shin-young –  Kaushalya Dissanayake /  Chandrika de Silva: 15-4 / 15-2
- Indarti Issolina /  Deyana Lomban -  Angeline de Pauw /  S. Herawati: 15-3 / 15-3
- Rosalia Anastasia /  Nonong Denis Zanati –  Kennie Asuncion /  Amparo Lim: 15-3 / 15-11
- Chung Jae-hee /  Park Soo-yun –  Upi Chrisnawati /  Cynthia Tuwankotta: 15-5 / 15-8
- Finarsih /  Eliza Nathanael –  Qian Hong /  Wang Li: 9-15 / 15-3 / 18-15
- Tomomi Matsuo /  Masako Sakamoto –  Saule Kustavletova /  Olesia Sholar: 15-0 / 15-3
- Hisako Mizui /  Yasuko Mizui –  Rajani Joshi Shrestha /  Kalpana Rana Shrestha: w.o.
- Carmelita /  Eti Tantra –  Dilhani de Silva /  Inoka Rohini de Silva: w.o.
- Indarti Issolina /  Deyana Lomban –  Kim Mee-hyang /  Kim Shin-young: 15-7 / 15-3
- Chung Jae-hee /  Park Soo-yun –  Carmelita /  Eti Tantra: 15-6 / 15-8
- Finarsih /  Eliza Nathanael –  Tomomi Matsuo /  Masako Sakamoto: 15-17 / 15-4 / 15-1
- Hisako Mizui /  Yasuko Mizui –  Rosalia Anastasia /  Nonong Denis Zanati: w.o.
- Indarti Issolina /  Deyana Lomban –  Hisako Mizui /  Yasuko Mizui: 15-9 / 15-9
- Finarsih /  Eliza Nathanael –  Chung Jae-hee /  Park Soo-yun: 15-10 / 15-3
- Finarsih /  Eliza Nathanael –  Indarti Issolina /  Deyana Lomban: 15-8 / 15-6

## Mixed
- Wahyu Agung /  S. Herawati –  Anton Tiajkoun /  Olesia Sholar: 15-3 / 15-1
- Kang Kyung-jin /  Kim Mee-hyang –  Liu Yong /  Qian Hong: 15-5 / 18-13
- Imam Tohari /  Emma Ermawati –  Thushara Edirisinghe /  Chandrika de Silva: 15-6 / 15-6
- Tri Kusharyanto /  Lili Tampi –  Chow Kin Man /  Ng Ching: 15-8 / 15-6
- Sandiarto /  Rosalia Anastasia –  Chan Siu Kwong /  Tung Chau Man: 15-10 / 15-6
- Kaushalya Dissanayake /  Manjula Sampath Fernando –  Maxim Kruglik /  Saule Kustavletova: 15-11 / 15-13
- Rizal Fadillah /  Neneng Setiawati - -: w.o.
- Lee Jae-chul /  Chung Jae-hee - -: w.o.
- Flandy Limpele /  Rosalina Riseu –  Wahyu Agung /  S. Herawati: 15-3 / 15-9
- Lee Dong-soo /  Park Soo-yun –  Rizal Fadillah /  Neneng Setiawati: 15-7 / 15-2
- Kang Kyung-jin /  Kim Mee-hyang –  He Tim /  Chan Oi Ni: 15-13 / 15-6
- Tri Kusharyanto /  Lili Tampi –  Tesana Panvisavas /  Thitikan Duangsiri: 15-3 / 15-5
- Seiichi Watanabe /  Tomomi Matsuo –  Lee Jae-chul /  Chung Jae-hee: 15-11 / 15-11
- Sandiarto /  Rosalia Anastasia –  Ghim Siong Lim /  Fatimah Kumin Lim: 15-6 / 15-2
- Ha Tae-kwon /  Kim Shin-young –  Kaushalya Dissanayake /  Manjula Sampath Fernando: 15-1 / 15-5
- Imam Tohari /  Emma Ermawati –  Sudip Yonzon /  Rajani Joshi Shrestha: w.o.
- Flandy Limpele /  Rosalina Riseu –  Lee Dong-soo /  Park Soo-yun: 15-1 / 15-8
- Kang Kyung-jin /  Kim Mee-hyang –  Imam Tohari /  Emma Ermawati: 15-1 / 13-15 / 15-9
- Tri Kusharyanto /  Lili Tampi –  Seiichi Watanabe /  Tomomi Matsuo: 15-6 / 15-6
- Ha Tae-kwon /  Kim Shin-young –  Sandiarto /  Rosalia Anastasia: 15-4 / 14-13 / 1-0
- Kang Kyung-jin /  Kim Mee-hyang –  Flandy Limpele /  Rosalina Riseu: 2-15 / 15-7 / 15-10
- Tri Kusharyanto /  Lili Tampi –  Ha Tae-kwon /  Kim Shin-young: 15-10 / 15-4
- Tri Kusharyanto /  Lili Tampi –  Kang Kyung-jin /  Kim Mee-hyang: 15-1 / 15-6